# Petrůvka (řeka)
Petrůvka (polsky Piotrówka) je 31 kilometrů dlouhá říčka pramenící ve Slezském vojvodství v Polsku a posléze tekoucí v okrese Karviná v České republice, kde se také v Závadě, místní části Petrovic u Karviné, naproti dětmarovické elektrárně vlévá zprava do řeky Olše. Od části Petrovic u Karviné až ke svému ústí teče řeka po státní hranici.

## Galerie

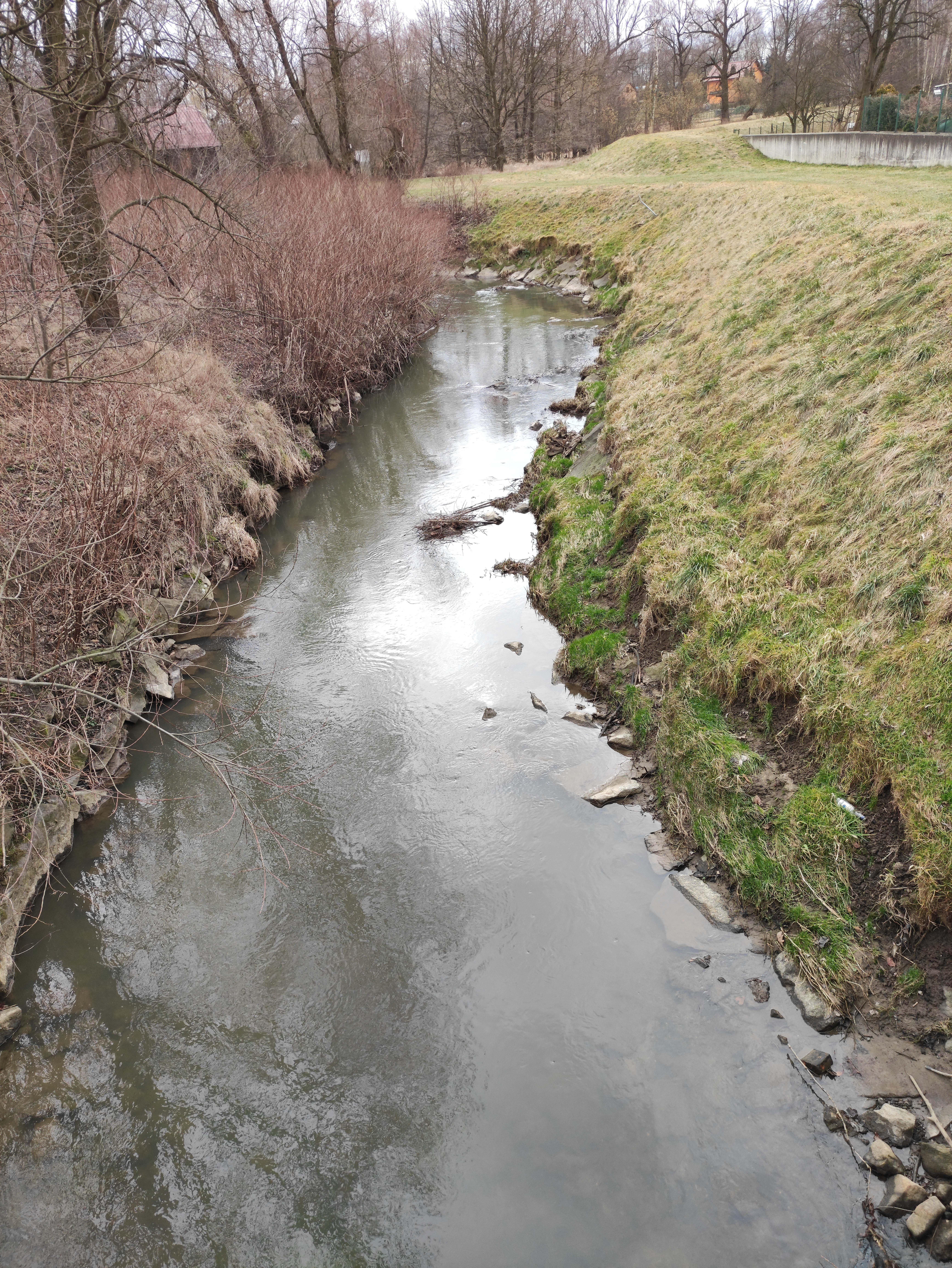
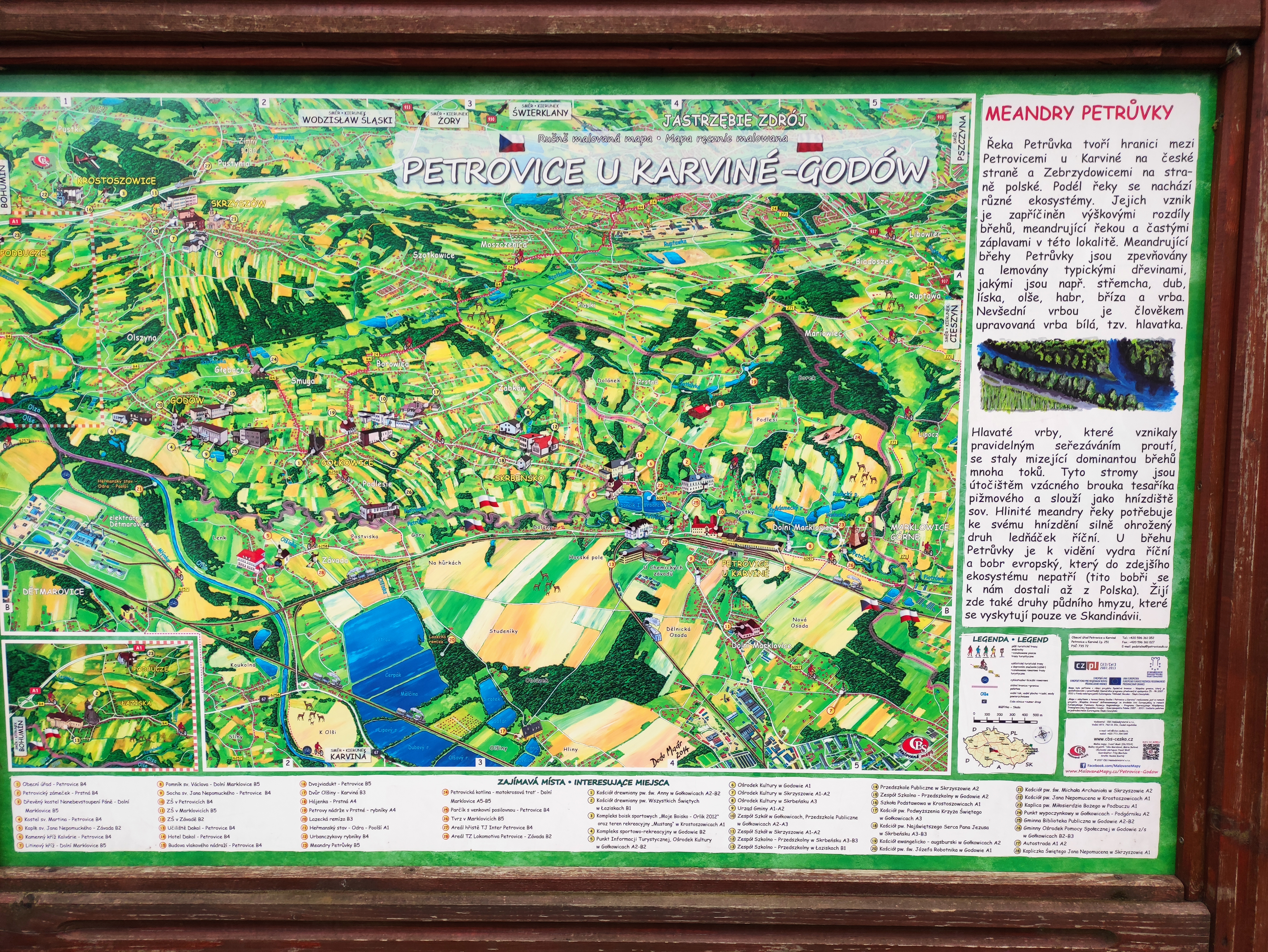
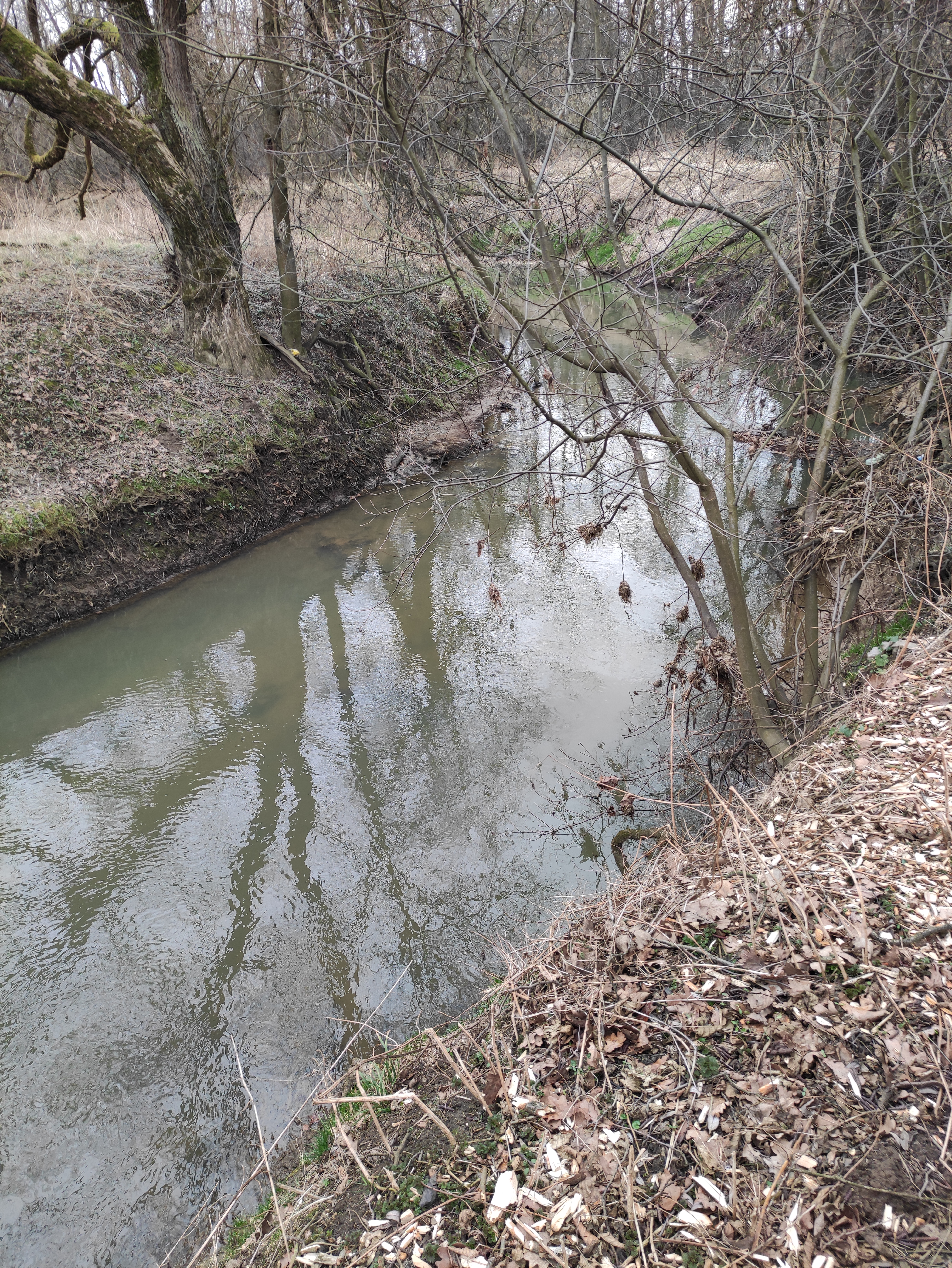